# Tanaecium
Tanaecium Sw. es un género de plantas de la familia Bignoniaceae que tiene 19 especies descritas de árboles.

## Descripción
Son lianas, con tallos con 8 o 16 brazos del floema en sección transversal; ramillas cilíndricos, con o sin campos glandulares interpeciolares; pseudostipulas discretas o inexistentes. Hojas 2-3-folioladas, el foliolo terminal a menudo sustituida por un simple zarcillo, s a menudo con un olor a almendras apreciable (cianuro). Inflorescencia en forma de un racimo axilar o terminal o panícula racemosa. Flores fragantes, cáliz cupular, más o menos truncado, a veces minuciosamente 5-denticulados, a menudo con glándulas en forma de placa en la parte superior, corola blanca, alargada, tubular para hipocrateriforme, pubescente o glabra. Fruto una cápsula oblongo-cilíndricos, las válvas en paralelo al tabique, gruesas, leñosa, no todas las alas membranosas demarcadas y mal comprimidas, lisas, el nervio mediano invisible o fruncido, sin alas o con bordes bialados marrón irregular.

## Taxonomía
El género fue descrito por Peter Olof Swartz  y publicado en Nova Genera et Species Plantarum seu Prodromus 6, 91. 1788. La especie tipo es: Tanaecium jaroba 

## Especies
| - Tanaecium albiflorum - Tanaecium apiculatum - Tanaecium brasiliense - Tanaecium crucigerum - Tanaecium cyrtanthum - Tanaecium duckei - Tanaecium exitiosum - Tanaecium exsertum - Tanaecium hymenophyllum | - Tanaecium jaroba - Tanaecium lilacinum - Tanaecium nocturnum - Tanaecium ovatum - Tanaecium paniculatum - Tanaecium parasiticum - Tanaecium pinnatum - Tanaecium praelongum - Tanaecium tripinna - Tanaecium zetekii |